# Кисловодский район
Кисловодский район — административно-территориальная единица в составе Северо-Кавказского и Ставропольского краёв РСФСР, существовавшая в 1924—1929 и 1943—1953 годах. Административный центр — город Кисловодск.

## История
Кисловодский район был образован в составе Терского округа Северо-Кавказского края в 1924 году.
В 1929 году Кисловодский район был упразднён.
6 ноября 1943 года Кисловодский район был восстановлен в составе Ставропольского края путём объединения Малокарачаевского района бывшей Карачаевской АО и территории, подчинённой Кисловодскому горсовету.
По данным 1945 года район включал 8 сельсоветов: Кисловодский, Красно-Восточный, Красно-Курганский (поселковый), Кызыл-Покунский, Муштинский, Первомайский, Терезинский и Учкекенский.
20 августа 1953 года Кисловодский район был упразднён.